# Братское кладбище (Казань)
Братское кладбище — историко-мемориальный некрополь в Казани, столице Республики Татарстан, располагающийся на территории Центрального парка культуры и отдыха имени М. Горького.

## История
Небольшое по площади Братское кладбище располагается в глубине Центрального парка культуры и отдыха имени М. Горького, в его северо-западной части. Основанию некрополя предшествовало захоронение жертв расстрела мирной демонстрации, состоявшееся 20 октября (7 ноября) 1905 года около парка «Русская Швейцария» на Сибирском тракте. После революции 1917 года в этом месте стали хоронить руководителей новой власти, деятелей революционного движения в Казани, участников гражданской войны. Изначально революционный некрополь располагался в сквере перед бывшим губернаторским дворцом в Казанском кремле, где 8 марта 1918 года первым был похоронен религиозный деятель Гайнанутдин Ваисов, убитый за открытую поддержку большевиков в дни Забулачной республики. Затем рядом с Ваисовым 26 июня того же года похоронили ещё несколько человек, среди которых — заместитель председателя казанской ЧК Валентин Несмелов, его подчиненные Фёдор Копко и Пётр Лавринович, четверо красноармейцев Интернационального батальона имени Карла Маркса: Антон Баррель, Иосиф Мазюк, Семён Акупов и Бельчик, убитые 18 июня во время обыска Раифского монастыря; а также председатель казанской губернской ЧК Гирш Олькеницкий, убитый 23 июня бандитами в Займище.
В ночь с 7 на 8 августа Казань была захвачена армией КОМУЧа под руководством белых офицеров В. А. Степанова и В. О. Каппеля, после чего руководители казанских большевиков (Яков Шейнкман, Сергей Гассар, Мулланур Вахитов, Мартын Межлаук, Хая Хатаевич) были схвачены, заключены в гауптвахту, а затем расстреляны у кремлёвской стены и захоронены в братской могиле некрополя Спасо-Преображенского монастыря. После освобождения Казани красными в сентябре 1918 года их останки перезахоронены на Архангельском кладбище, однако ещё одна жертва белогвардейцев — профсоюзный лидер Абрам Комлев — был похоронен перед губернаторским дворцом. Последним там в 1920 году упокоился командир кавалерийской дивизии Георгий Екимов, кавалер ордена Красного Знамени, убитый во время штурма Перекопа. К 1922 году сквер уже был переполнен могилами, ввиду чего погибший в авиакатастрофе около Чистополя лидер казанских большевиков Алексей Галактионов был торжественно похоронен в парке «Русская Швейцария», куда перенесли могилы чекистов и революционеров из сквера Казанского кремля. Там же была устроена братская могила жертв белогвардейцев и интервентов в августе-сентябре 1918 года. Тем не менее, по некоторым свидетельствам, могильные камни у губернаторского дворца сохранялись ещё к 1950-м годам, а в 2000 году при сооружении фонтана там были обнаружены два мужских захоронения в форме времён гражданской войны.
По оценкам историков, кладбище в Казани изначально создавалось в качестве революционного пантеона, который по своему значению можно сравнить с некрополем на Красной площади в Москве или же с Марсовым полем в Санкт-Петербурге, с местами погребения выдающихся борцов за советскую власть. Ряд могил, расположенных у края глубокого оврага в «Русской Швейцарии», вскоре стали называть «Аллеей чекистов», или «Аллеей Славы». В 1920—1930-х годах здесь похоронили ещё несколько человек, среди них — поэт Хади Такташ (1931), основоположник татарской драматургии Галиасгар Камал, театральный режиссёр и актёр Габдулла Камал, писатель и издатель Харис Файзуллин (все — 1933), работник культуры Абдулла Зулкарнеев (1935). Затем захоронения прекратились до 1950-х годов, когда там упокоилось ещё несколько человек, в том числе доцент Казанской партшколы Шагит Залаев (1957), а в последующем о кладбище как будто забыли. По общим подсчётам, всего на Братском кладбище было похоронено более 250 человек. В 1967 году к 50-летию Октябрьской революции кладбище было реконструировано, в частности, в одну земляную насыпь была объединена братская могила жертв 1905 года с захоронениями погибших в 1917 году и во время гражданской войны.
В том же 1967 году на кладбище был установлен памятник чекистам и работникам милиции, погибшим при исполнении служебных обязанностей, к которому позднее была добавлена монументальная скульптура «Расстрел» авторства Ильдара Ханова. В 1997 году там же были захоронены останки, обнаруженные при строительства мечети Кул Шариф в Казанском кремле: по одним данным, это были жертвы террора белочехов и каппелевцев в августе 1918 года, по другим же — останки монахов и насельников Троицкого монастыря. Несмотря на массовое уничтожение казанских некрополей в годы советской власти, Братское кладбище избежало такой участи, однако к концу XX — началу XXI века его состояние было удручающим, в частности, многие надгробия покосились или вросли в землю. В частности, был утрачен памятник чекистам, на его месте позднее появился новый монумент. В 2013 году впервые за долгое время там появилась новая могила — на кладбище был похоронен Ирек Минниханов, погибший в авиакатастрофе сын президента Республики Татарстан Рустама Минниханова, что вызвало резонанс в среде общественности.

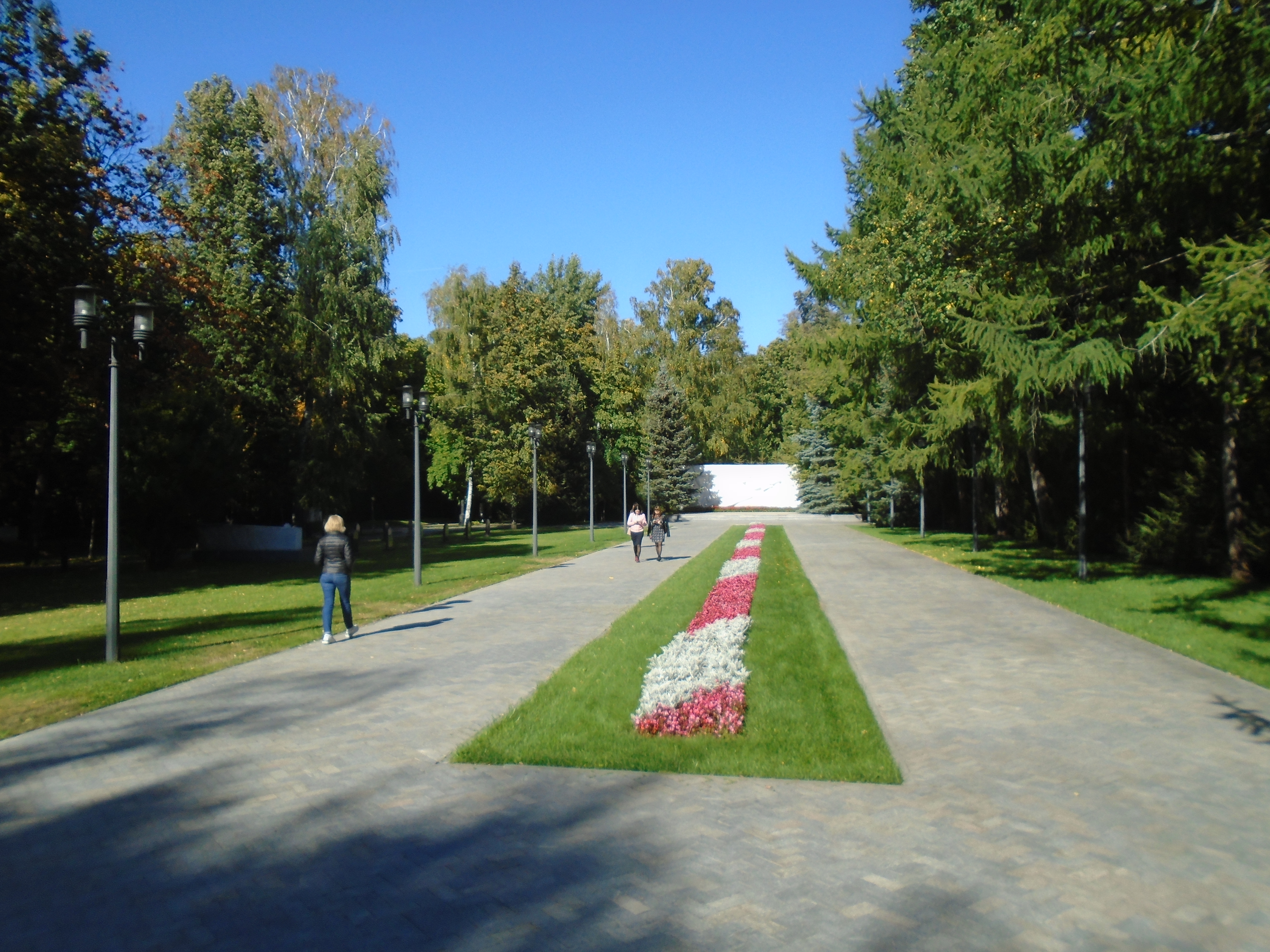
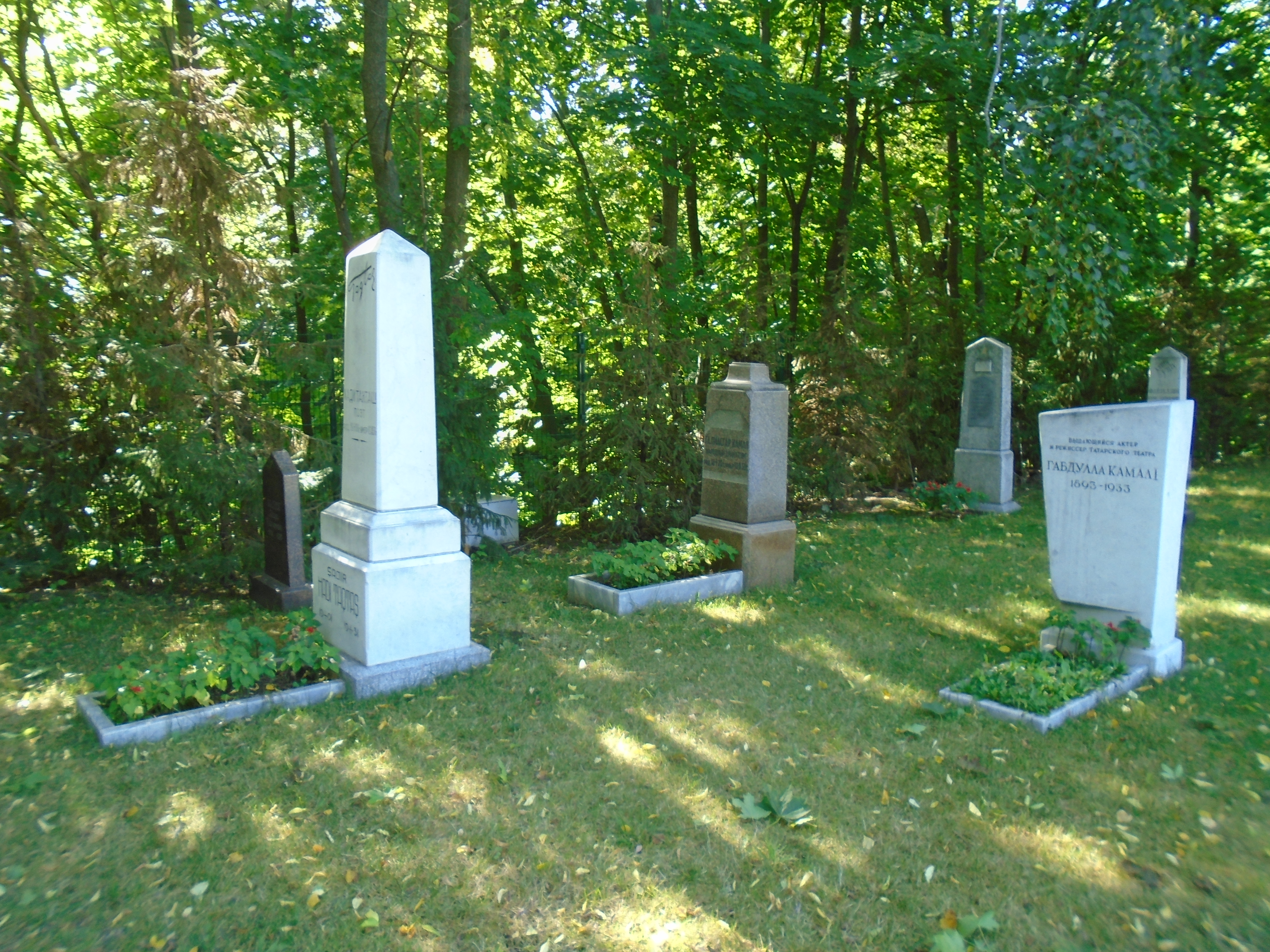
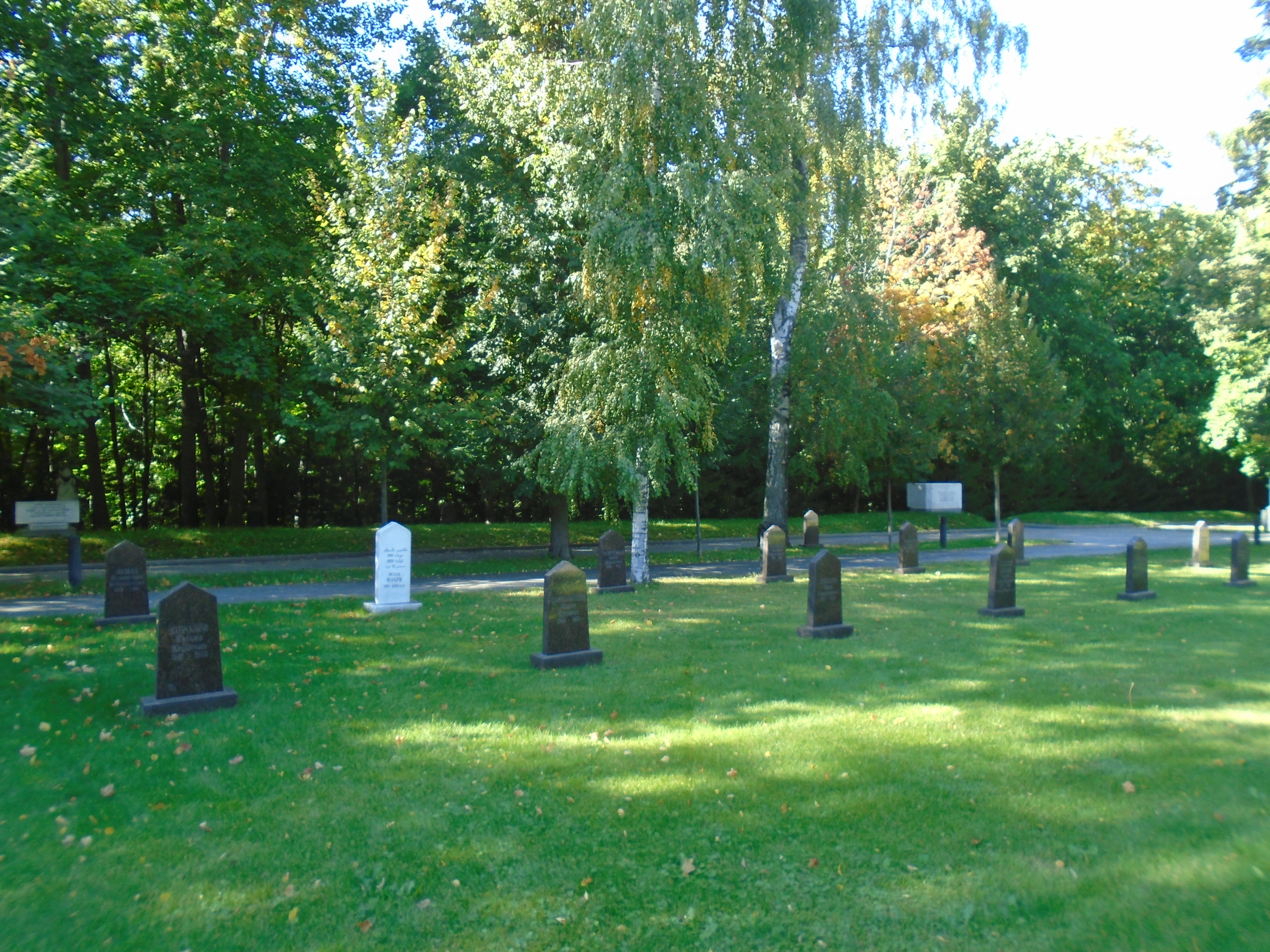
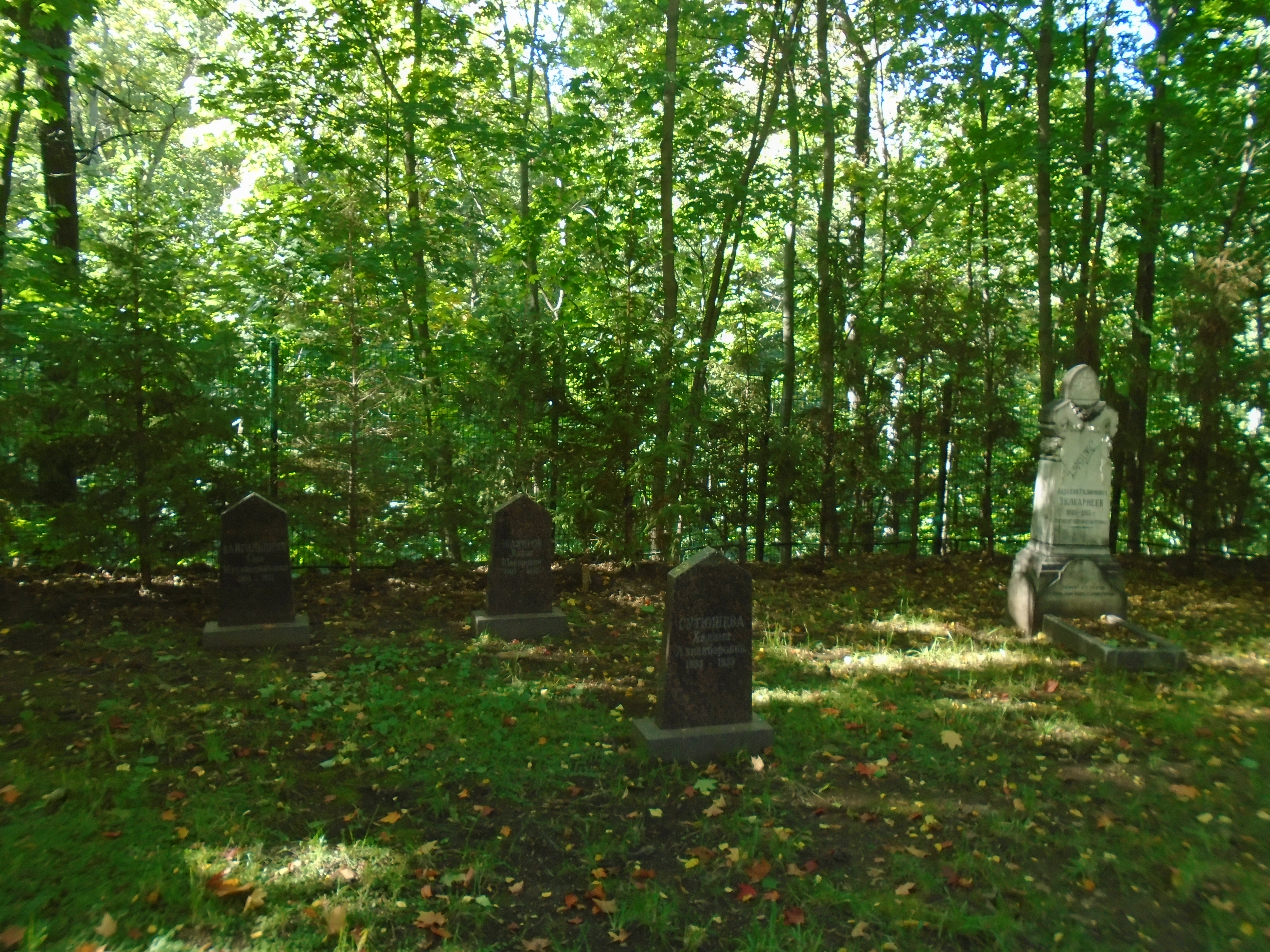

В 2014 году во время реконструкции кладбище было перекопано, земля с различных захоронений смешана меж собой, практически все старые надгробные памятники были снесены и уничтожены, также вырублены липы и берёзы. В 2015 году Исполнительный комитет города Казани присвоил некрополю статус историко-мемориального, переименовав его в «Мемориальное кладбище Казани». В частности, были предусмотрены новые погребения «за особые выдающиеся заслуги перед обществом и государством», установлен новый режим посещения кладбища, оно оснащено аудио- и видео-наблюдением, а также регламентировано, что посетители «должны соблюдать общественный
порядок и тишину» и «передвигаться по установленным пешеходным дорожкам». Кладбище было благоустроено и огорожено, вход в него отмечен стилизованным четырёхколонным порталом, проведено освещены, проложены асфальтированные пешеходные дорожки. Тем не менее, некрополь остаётся малоизученным, отсутствуют полные сведения о всех захороненных.

## Список похороненных

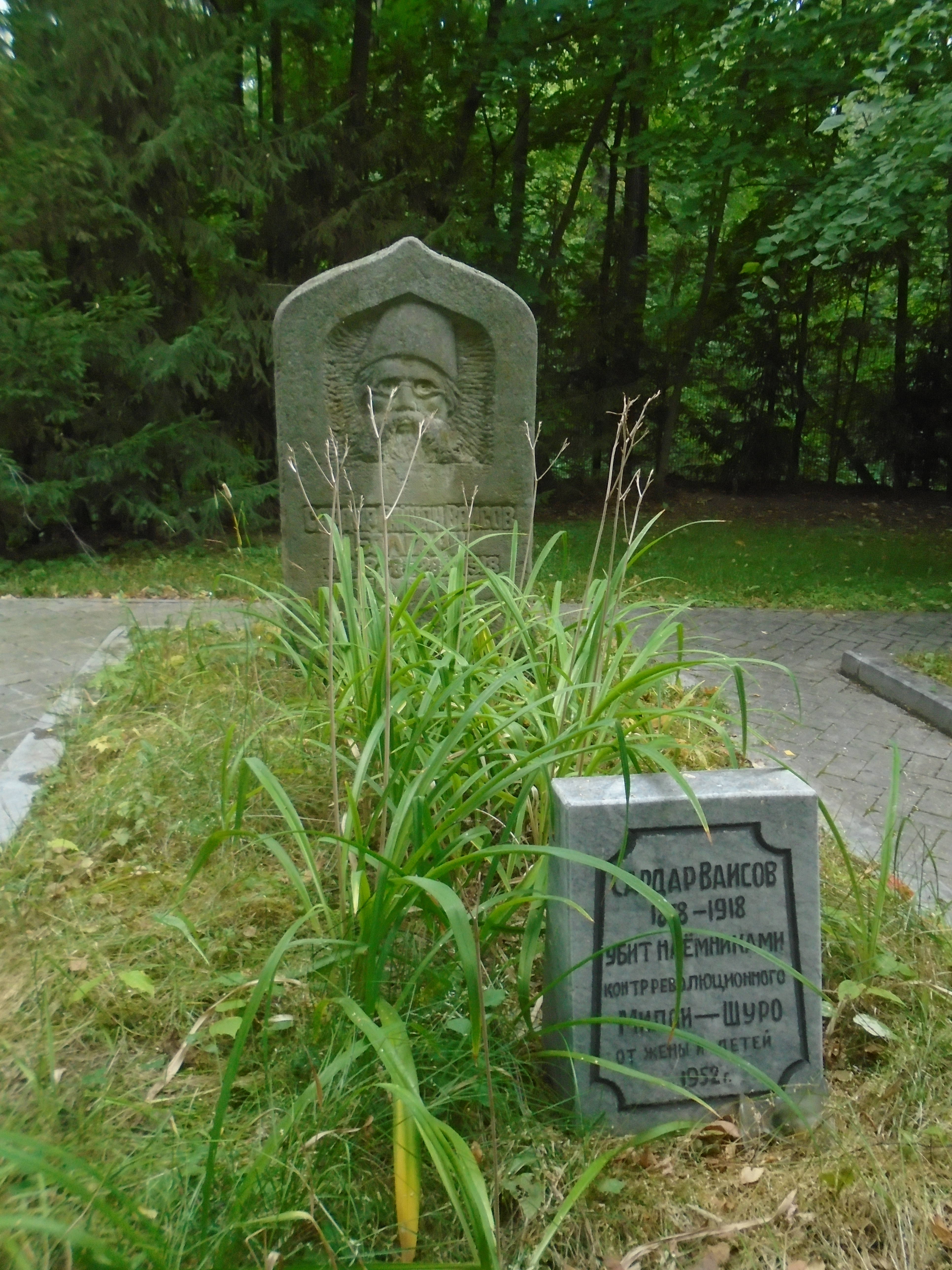
Могила Ваисова

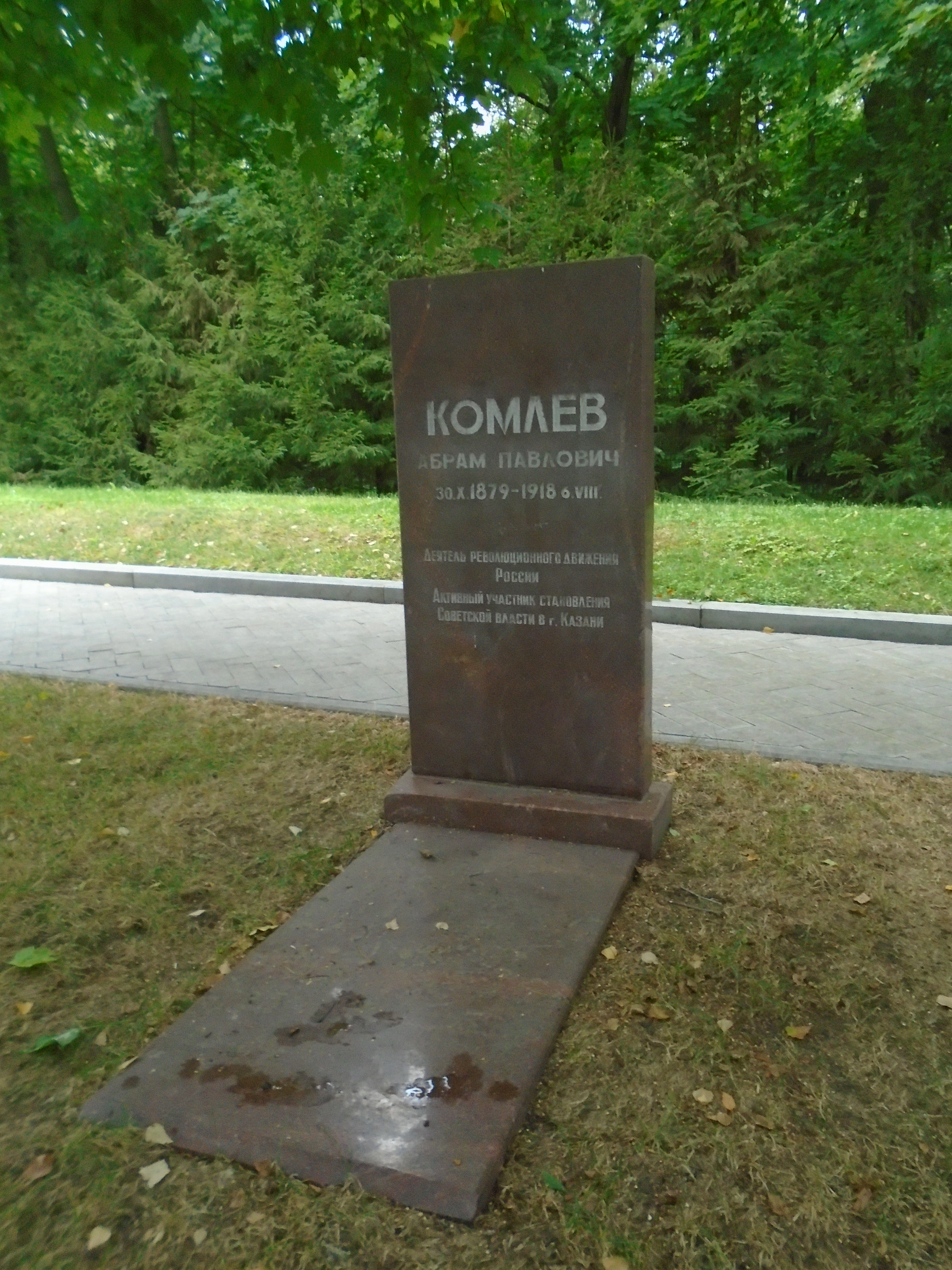
Могила Комлева

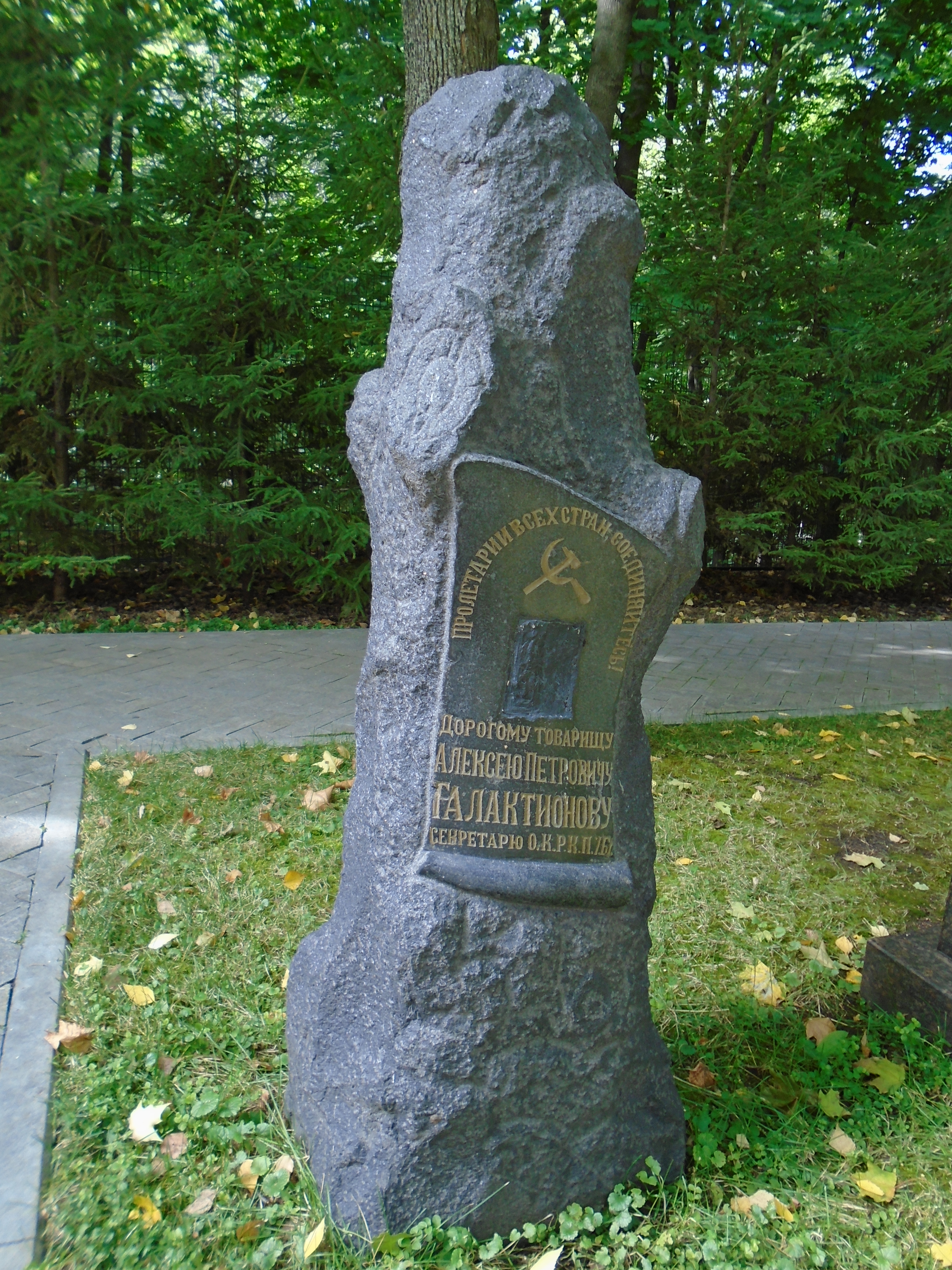
Могила Галактионова

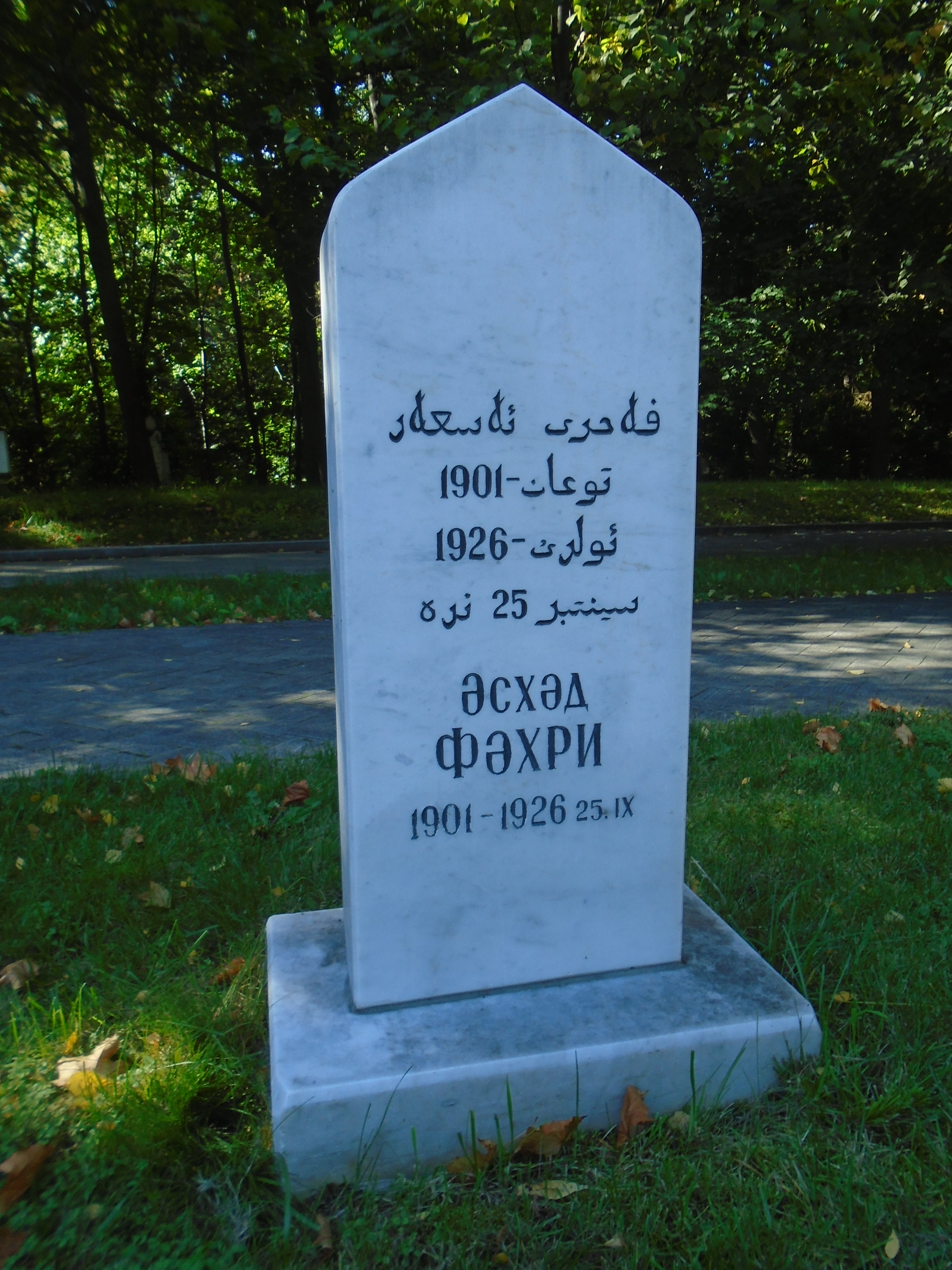
Могила Фахри

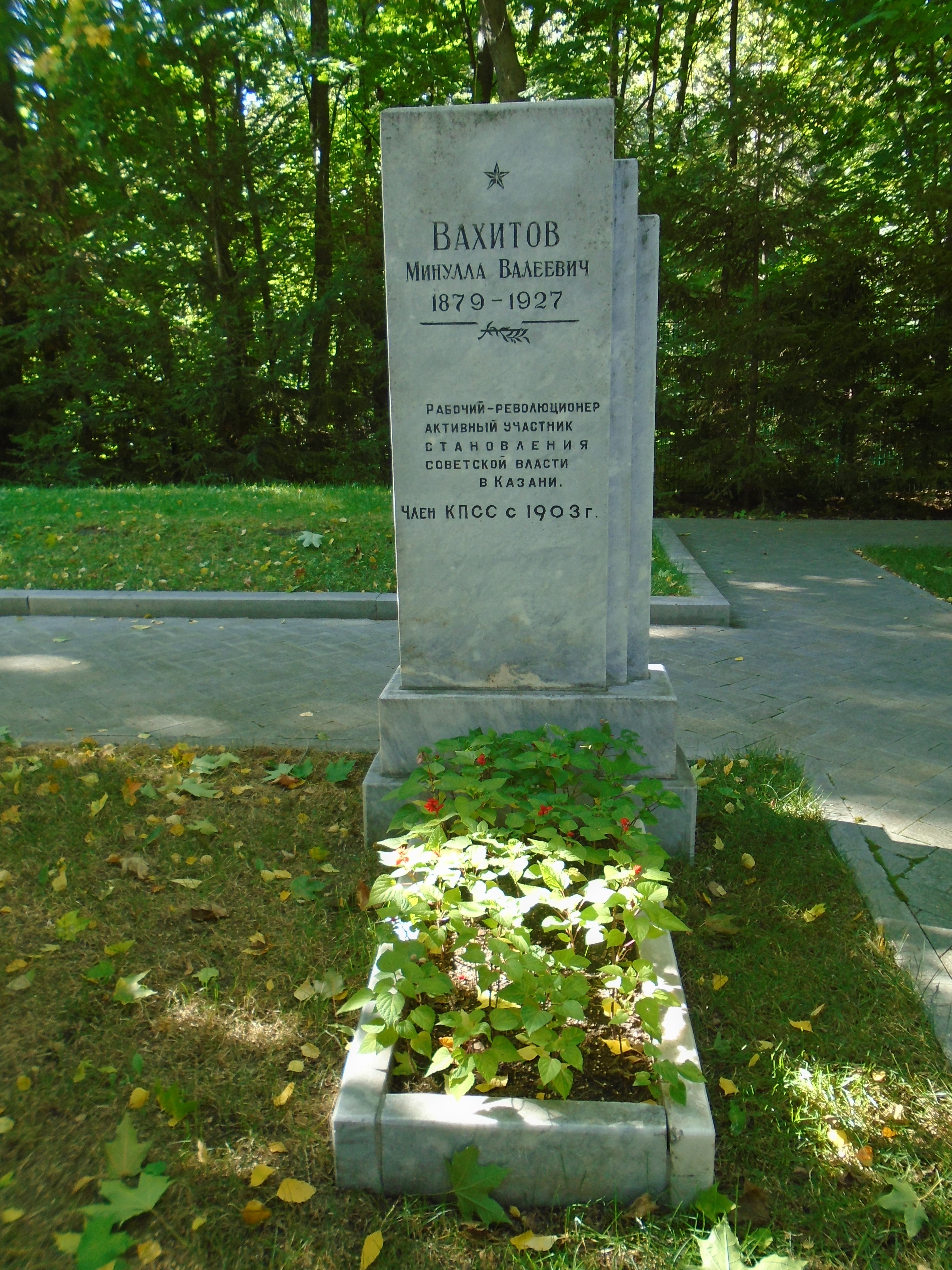
Могила Вахитова

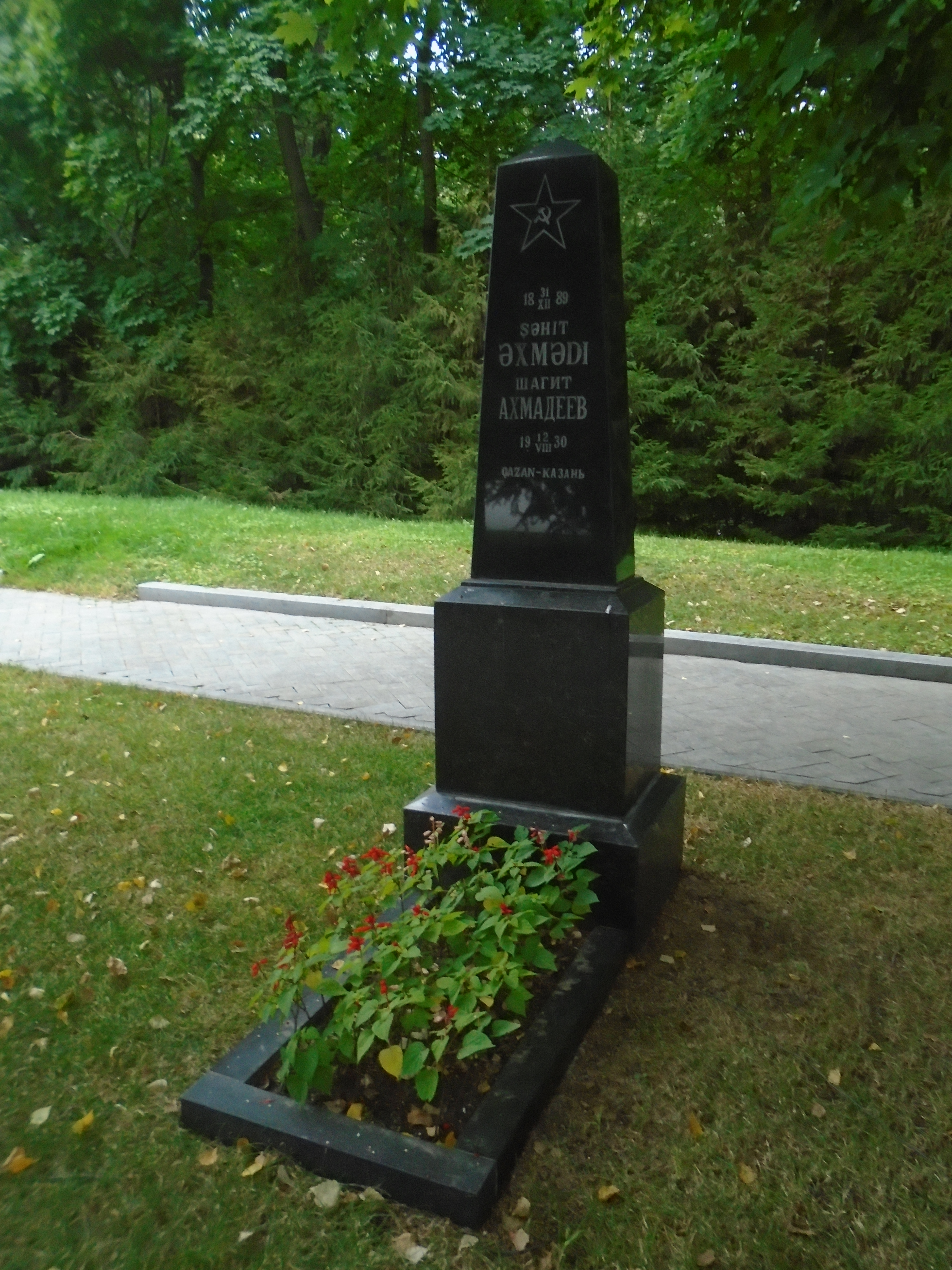
Могила Ахмадеева

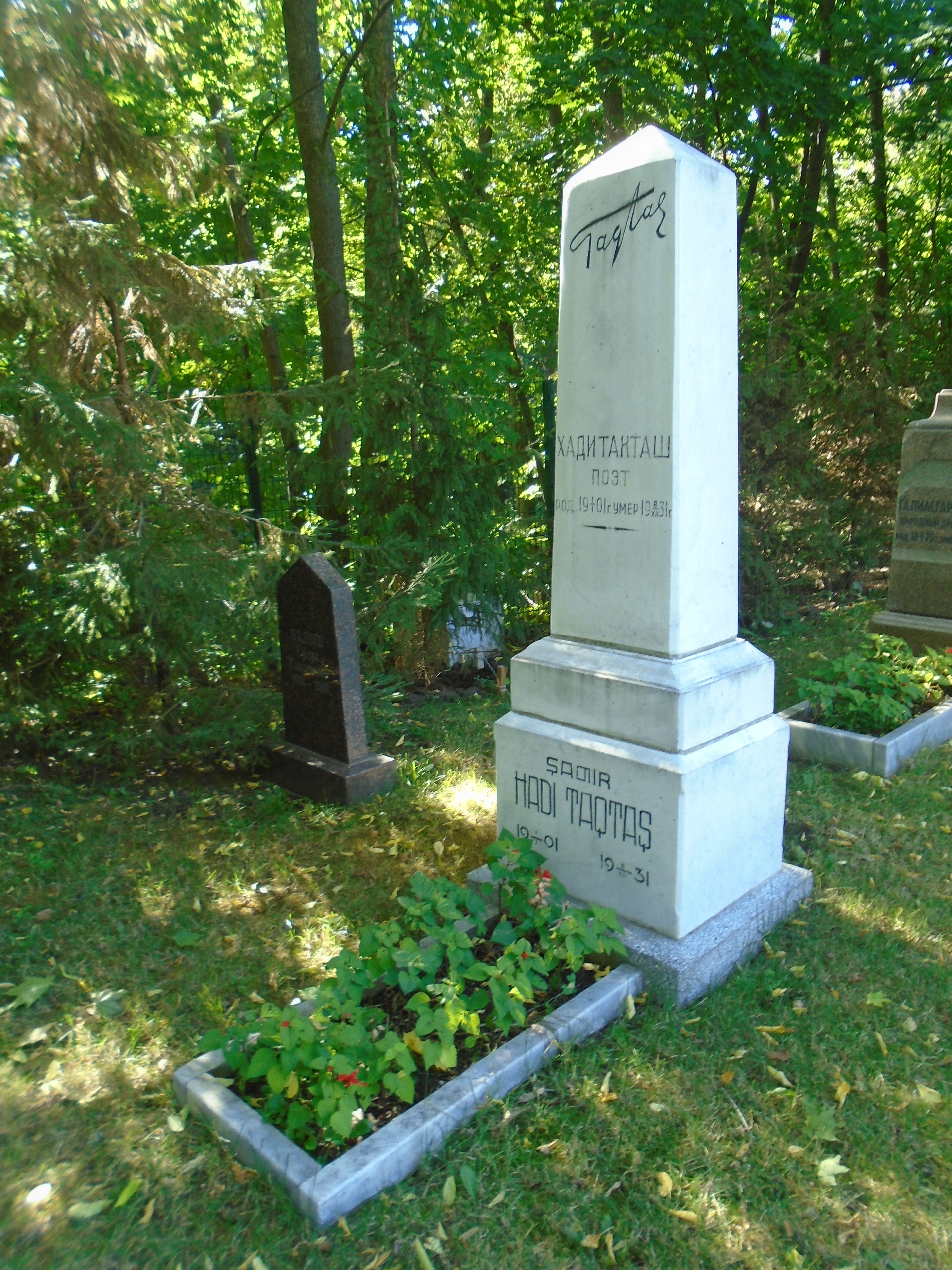
Могила Такташа

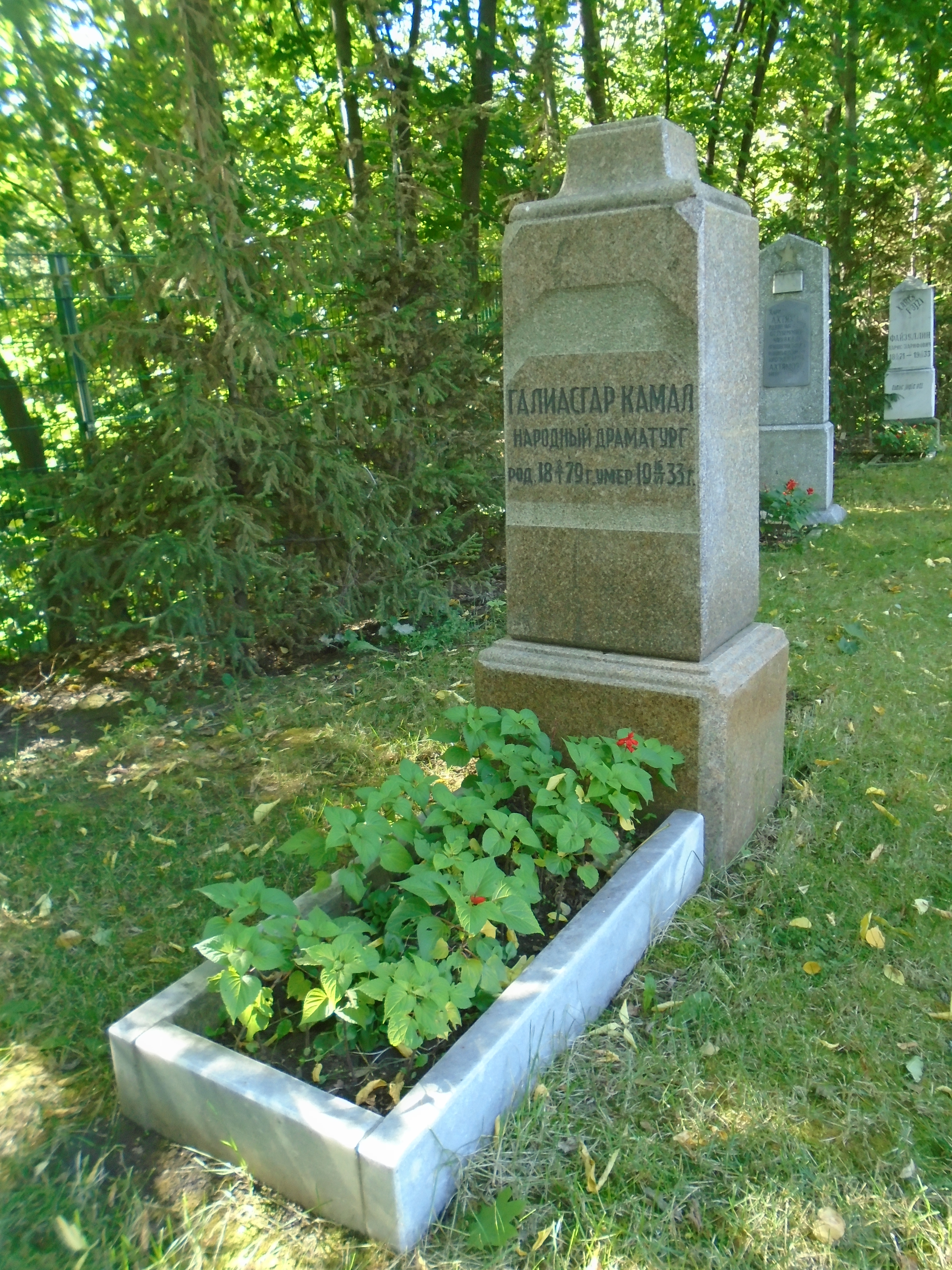
Могила Г. Камала

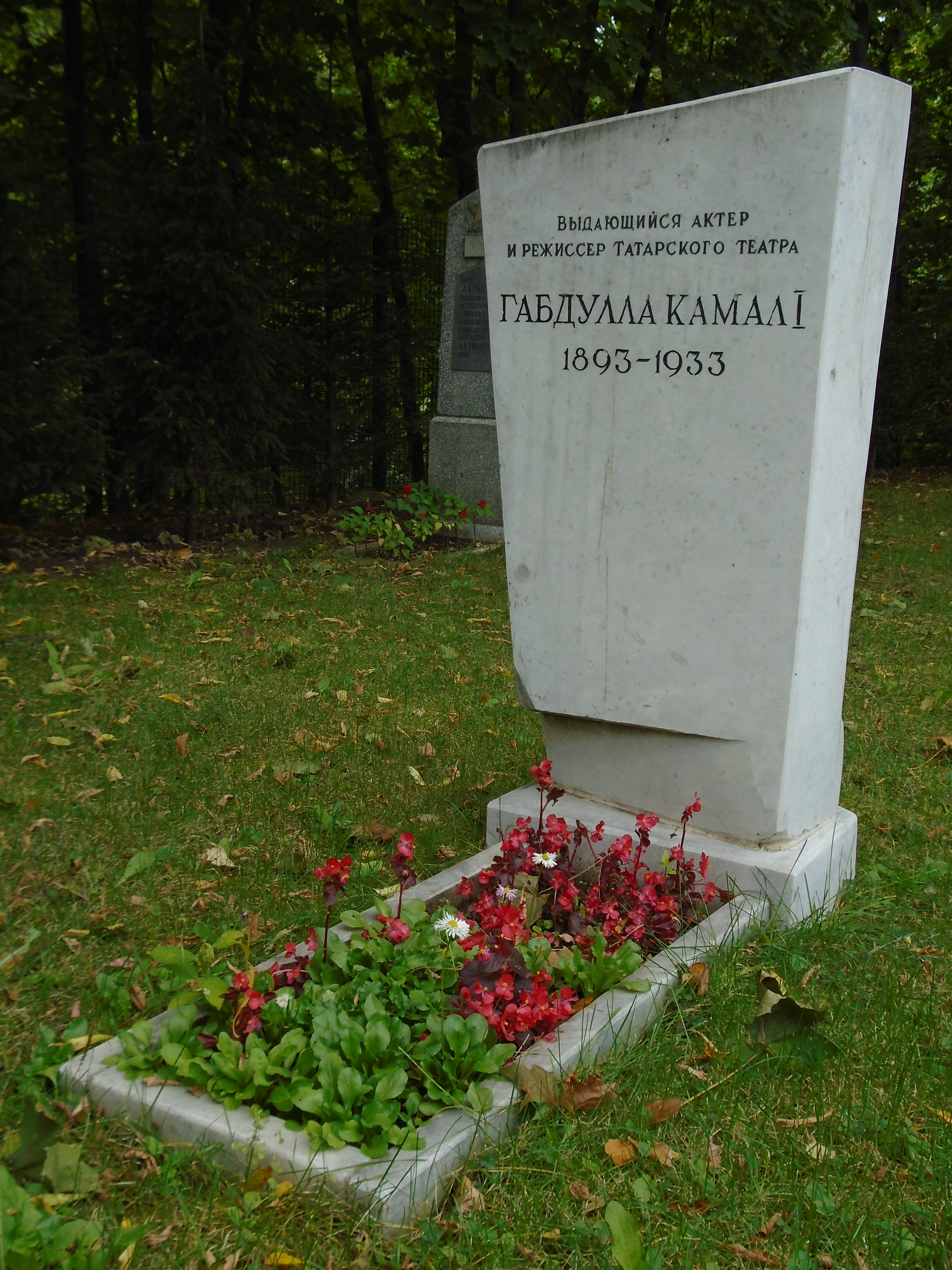
Могила Камала I

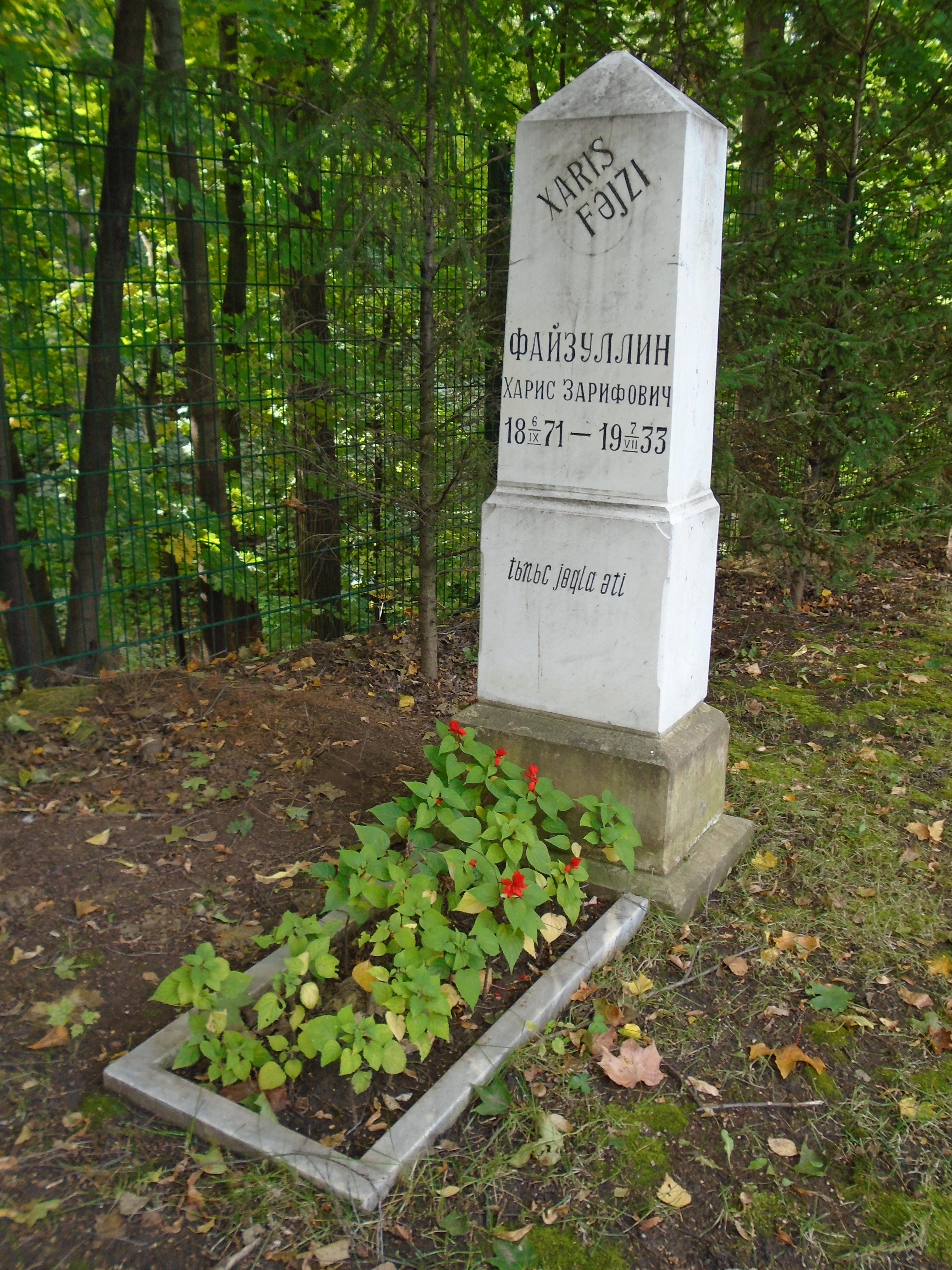
Могила Файзуллина

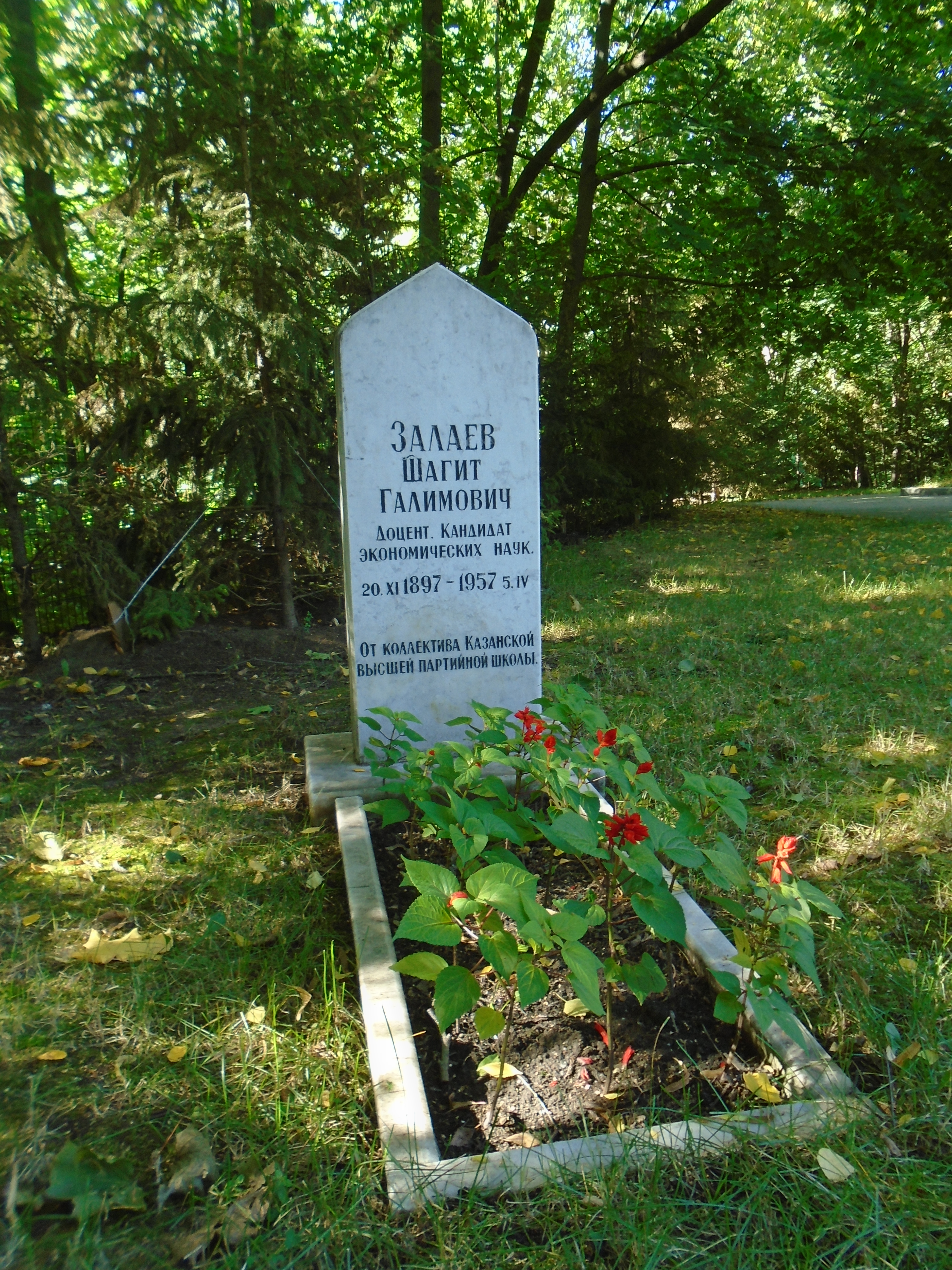
Могила Залаева

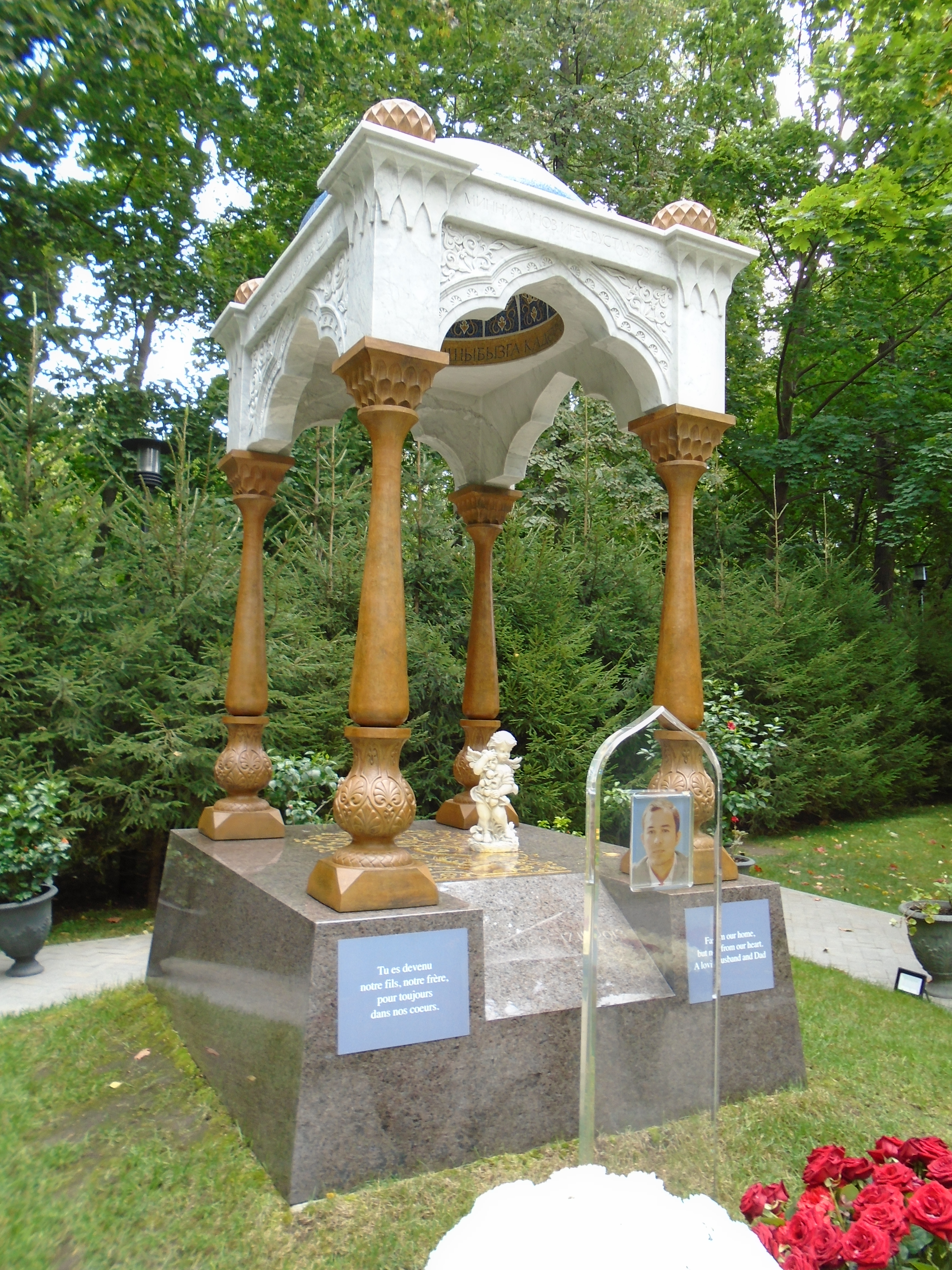
Могила Минниханова

1918 год
- Ваисов Гайнанутдин Багаутдинович[тат.] (1878—1918), религиозный деятель[32]. Убит татарскими эсерами и черносотенцами, сторонниками Забулачной республики[33]. Изначально похоронен в кремлёвском сквере, затем прах был перенесён на Братское кладбище[31]. На могиле установлены два памятника[33]. Один — оригинальной формы с изображением Ваисова и надписью «Сардар Гайнан Ваисов/Болгари/8.XI.1878—28.II.1918» (автор — художник Тагир Абдуллин, открыт в 1989 году по инициативе и на средства членов казанского клуба «Булгар аль-Джадид»). На втором небольшом имеется надпись «Сардар Ваисов/(1918—1918)/убит наемниками/контрреволюционного/Милли-Шуро/от жены и детей/1952 г.»[34].
- Комлев Абрам Павлович (1879—1918)[11]. После захвата Казани армией КОМУЧа был задержан и препровождён в штаб контрразведки белых[тат.], где его убил выстрелом в спину бывший офицер[35]. Изначально похоронен на Арском кладбище[36]. После освобождения Казани красными был перезахоронен в кремлёвском сквере рядом с Ваисовым, затем — на Братском кладбище[37]. На могиле было установлено надгробие в виде квадратной плиты из красного кирпича, оштукатуренной и покрашенной светло-серебристой краской. В центре плиты имелся выступ с надписью «Абрам Комлев/расстрелян белогвардейцами/7 августа 1918 г.». Памятник был окружён оградой из чугунного литья, на лицевой части которой стояла стела из белого мрамора с надписью «Комлева/Антонина Мартирьевна/5-VI—1885 г. — 16-IV—1962 г.»[38]. Ныне на могиле стоит современная гранитная плита прямоугольной формы[37]. Постановлением Совета Министров Татарской АССР № 591 от 30 октября 1959 года могила была взята под государственную охрану как памятник истории и культуры республиканского значения[39].
- Несмелов Валентин Викторович (1896—1918), а также Копко Фёдор, Лавринович Пётр, Баррель Антон, Мазюк Иосиф, Акупов Семён, Бельчик[40]. Во время обыска Раифского монастыря убиты вооружённой толпой, останки сожжены на костре, затем забраны чекистами[41]. Изначально похоронены в кремлёвском сквере, затем перенесены на Братское кладбище[42].
- Олькеницкий Гирш Шмулевич[тат.] (1893—1918)[43]. Убит бандитами на отдыхе в Займище[44]. Первоначально похоронен в кремлёвском сквере, затем перенесён на Братское кладбище[6].

1919 год
- Гренькова Евдокия Фёдоровна (1869—1919)[9].
- Якубов Камиль Лотфирахманович (1894—1919)[45]. Похоронен в парке «Русская Швейцария» с несколькими красноармейцами, убитыми вместе с ним во время восстания Татарского запасного батальона[46].

1920 год
- Екимов Георгий Михайлович (?—1920)[47]. На надгробии надпись «Георгий/Михайлович/Екимов/начальник/Кавалерийской/имени т. Екимова/дивизии/убит в последнем бою/с врангелевцами под/Перекопом 29 окт. 1920 г./кавалер ордена/Краснаго Знамени»[9].

1922 год
- Галактионов Алексей Петрович (1886—1922)[11]. Погиб в авиакатастрофе около Чистополя вместе с пилотом Лутиковым (27 лет, похоронен на Арском кадбище)[48]. На надгробии надпись «Пролетарии всех стран, соединяйтесь!/Дорогому товарищу/Алексею Петровичу/Галактионову/секретарю О.К.Р.К.П.(Б.)»[49].
- Казуш Антон Антонович (1887—1922)[48]. Бывший подпоручик 305-й пехотного Лаишевского полка[50], кавалер ордена Святой Анны IV степени c надписью «за храбрость»[51], член солдатской секции Казанского Совета рабочих и солдатских депутатов, участник Октябрьской революции в Казани и гражданской войны[52].

1923 год
- Иванов Михаил Алексеевич (1887—1923)[48].

1924 год
- Бычков Николай Михайлович (1893—1924). Надгробие в виде пропеллера самолёта[53].
- Славочка Морозов (1922—1924). Во время реконструкции кладбища в 2014 году было найдено небольшое надгробие с надписью «Славочка Морозов. Скончался 12 декабря 1924 года. Прожил 2 года и 4 месяца»[48].

1926 год
- Завольский Филип Кузьмич (1893—1926)[48].
- Фахрутдинов Асгат Юсупович[тат.] (1901—1926). Надгробие с надписью «Фахри. 1901—1926. 25 сентября»[54].

1927 год
- Абдукаев Миргазям Габдурахманович (1895—1927)[55].
- Вахитов Минулла Валеевич (1879—1927), революционер-большевик[32]. Надгробие с надписью «Вахитов Минулла Валеевич. 1879—1927. Рабочий-революционер. Активный участник становления Советской власти в Казани. Член КПСС с 1903 г.»[55].
- Забирова Гайша Абдрахмановна (1903—1927) — комсомолка, член облпроса, секретарь профкома, племянница Г. Тукая[56].

1928 год
- Тарасов Пётр Никитович (1889—1928)[55].

1929 год
- Гренькова Вера Ивановна (1906—1929), родственница Е. Ф. Греньковой[57].
- Шишкин Иван Герасимович (1887—1929)[58].
- Тагиров Мохаммед Хамзич (1897—1929)[59].
- Крысин Михаил Игнатьевич (1901—1929)[60].

1930 год
- Ахмадеев Шагит Гимадутдинович[тат.] (1888—1930), писатель, государственный и общественный деятель[32].
- Балтанов Губайдулла Тазетдинович[тат.] (1892—1930)[59].
- Валеев Салях Гиззатович (1894—1930)[59].
- Стовбунов Борис Митрофанович (1905—1930). Надгробие с надписью «Доцент Стовбунов Борис Митрофанович. 1905—1930»[59].

1931 год
- Такташ Хади Хайруллович (1901—1931), поэт[32]. По некоторым данным, простудился и скоропостижно скончался от пневмонии[37]. Вопреки желанию родных похоронен на Братском кладбище по инициативе партийного начальства[27], похороны собрали более десяти тысяч человек[37]. Надгробие представляет собой обелиск из белого мрамора высотой около двух с половиной метров[61]. В центре надпись на русском языке «Хади Такташ/поэт/род. 1-I-1901 г. умер 8-XII-1931 г.»; у основания более крупным шрифтом аналогичная надпись на татарском языке[62]. В ходе реконструкции кладбища в 2014 году обелиск был отремонтирован, а ограда с могилы убрана[37]. Постановлением Совета Министров РСФСР № 624 от 4 декабря 1974 года могила была взята под государственную охрану как памятник истории и культуры федерального значения[63].
- Бахмуров Семён Филипович (1888—1931)[64].
- Игнатьев Димитрий Макарович (1892—1931)[64].
- Тагирова Фатхия Ахметовна (1900—1931)[64].
- Уханов Николай Павлович (1898—1931)[64].
- Шамсутдинов Галяутдин (1878—1931)[64].

1932 год
- Ахтямов Харис Гареевич (1895—1932). Надгробие с надписью «Харис Гареевич/Ахтямов/Род. в 1895 г. Умер 14.III.1932 г./от туберкулёза/Член ВКП(б)./От коллектива Татгорта/на память неутомимому/борцу за дело ВКП(б)/Ахтямову/Ячейка ВКП(б) № 42/Татгорта»[64].
- Штраусберг Геннадий Викторович (1896—1932)[64].
- Яковлева Раиса Петровна (1910—1932)[65].
- Салехов Наиль Самигуллович (1914—1932)[64].
- Фаттахов Абдулла Фаттахович (1891—1932)[64].
- Хантемиров Вали (1896—1932). Надгробие с надписью «Красногвардеец Хантемиров Вали. 1896—1932. Дорогому мужу и отцу»[66].

1933 год
- Гумеров Билял Гумерович (1897—1933), ответственный работник народного комиссариата финансов[65].
- Якупов Хасан Якупович (1897—1933), член ВКП(б) с 1918 года[65].
- Камал Галиасгар Галиакберович (1879—1933), драматург[32]. Могила представляет собой надгробие из серого гранита в виде двухступенчатого обелиска высотой 1,7 метра на квадратном основании, ограждённом цветником из белого мрамора[67]. В центре надпись «Галиасгар Камал/народный драматург/род. 8-I-1879 г., умер 16-IV-1933 г.»[68]. По некоторым данным, памятник установлен в начале 1960-х годов[69]. Постановлением Совета Министров РСФСР № 624 от 4 декабря 1974 года могила была взята под государственную охрану как памятник истории и культуры федерального значения[63].
- Камал Габдулла Галиакберович[тат.] (1893—1933), драматический артист и режиссёр[70].
- Файзуллин Харис Зарифович[тат.] (1870—1933), журналист, педагог[71].
- Байгильдина Сарра Мухамеджановна (1908—1933), член пленума Татпрофсовета[72].
- Сутюшева Халима Алиакберовна (1904—1933), ассистент Государственного института для усоврешенствования врачей имени В. И. Ленина[72].
- Якупов Шафигулла Сафиулович (1900—1933), сотрудник полномочного представительства ОГПУ при АТССР[72].
- Чирков Василий Аникиевич (1881—1933), сотрудник Казанского управления речного транспорта, кандидат в члены ЦИК АТССР[73].
- Бадрудинова-Магдеева Гайша Курбангалеевна (1911—1933)[74].
- Шакиров Хафас Шакирович (1903—1933)[75].
- Максутов Хусаин Хамзич (1865—1933)[76].
- Королёв Кузьма Карпович (1881—1933)[77].
- Мамач Мухаметзян Ахметзянович (1892—1933)[78].

1934 год
- Рукавишников Константин Алексеевич (1870—1934)[79].

1935 год
- Сурков Пётр Михайлович (1890—1935)[79].
- Клочко Харитон Спиридонович (1897—1935). Надгробие с надписью «Инженер авиации, красноармеец Клочко Харитон Спиридонович. 1897—1935. Погиб на боевом посту»[80].
- Зулкарнеев Абдулла Галимович (1905—1935), начальник клуба Казанской стрелковой дивизии имени ТатЦИКа. Надгробие с надписью «Абдулла Галимович Зулкарнеев. 1905—1935. Погиб от автокатастрофы. Любимому другу, отцу от жены, сына Рената и дочери Риммы»[81].
- Тазетдинов Басыр Абдуллович (1894—1935)[81], председатель Мамадышского мусульманского комиссариата[82].
- Топоров Константин Дмитриевич (1900—1935)[81].

1950 год
- Абдульманов Зия Замалетдинович (1906—1950)[83]. Надгробие с надписью «Абдульманов Зия Замалетдинович. 1906—1950. Инвалид Великой Отечественной войны. Министр ТАССР»[81].

1957 год
- Залаев Шагит Галимович (1897—1957). Надгробие с надписью «Залаев/Шагит/Галимович/Доцент, кандидат/экономических наук./20.XI.1897—1957.5.IV./От коллектива Казанской/высшей партийной школы»[81].

1962 год
- Комлева Антонина Мартирьевна (1885—1962)[38]. Похоронена в одной ограде с мужем А. П. Комлевым[36].

2013 год
- Минниханов Ирек Рустамович (1989—2013)[81]. Погиб в авиакатастрофе[84]. Похоронен за мемориалом чекистам[81].